# Железничка станица Шид
Железничка станица Шид је последња станица на прузи Београд-Шид. Налази се у насељу Шид у општини Шид. Пруга се наставља ка Товарнику у једном смеру и у другом према Кукујевцима. Железничка станица Шид састоји се из 10 колосека.

## Културне референце
Железничка станица Шид спмиње се у роману Башта, пепео Данила Киша у којем отац Андреаса Сама, Едуард Сам, након банкрота наставља свој живот као железнички службеник у Шиду.

## Повезивање линија
- Београд—Шид
- M105. линија (Хрватска) (Новска - Товарник( - Шид))